# Ponte della Fortezza
Il Ponte della Fortezza, già ponte della Spina, è un ponte sull'Arno del comune di Pisa.

## Storia
Il terzo storico ponte di Pisa sembra sia stato costruito dal 1262 al 1286. Il ponte, ubicato nello stesso luogo dove oggi sorge il Ponte della Fortezza, in un primo tempo aveva acquisito il nome di Ponte della Spina e solo successivamente, nel 1512, assunse l'attuale nome con la costruzione da parte di Giuliano da Sangallo della Fortezza Nuova.

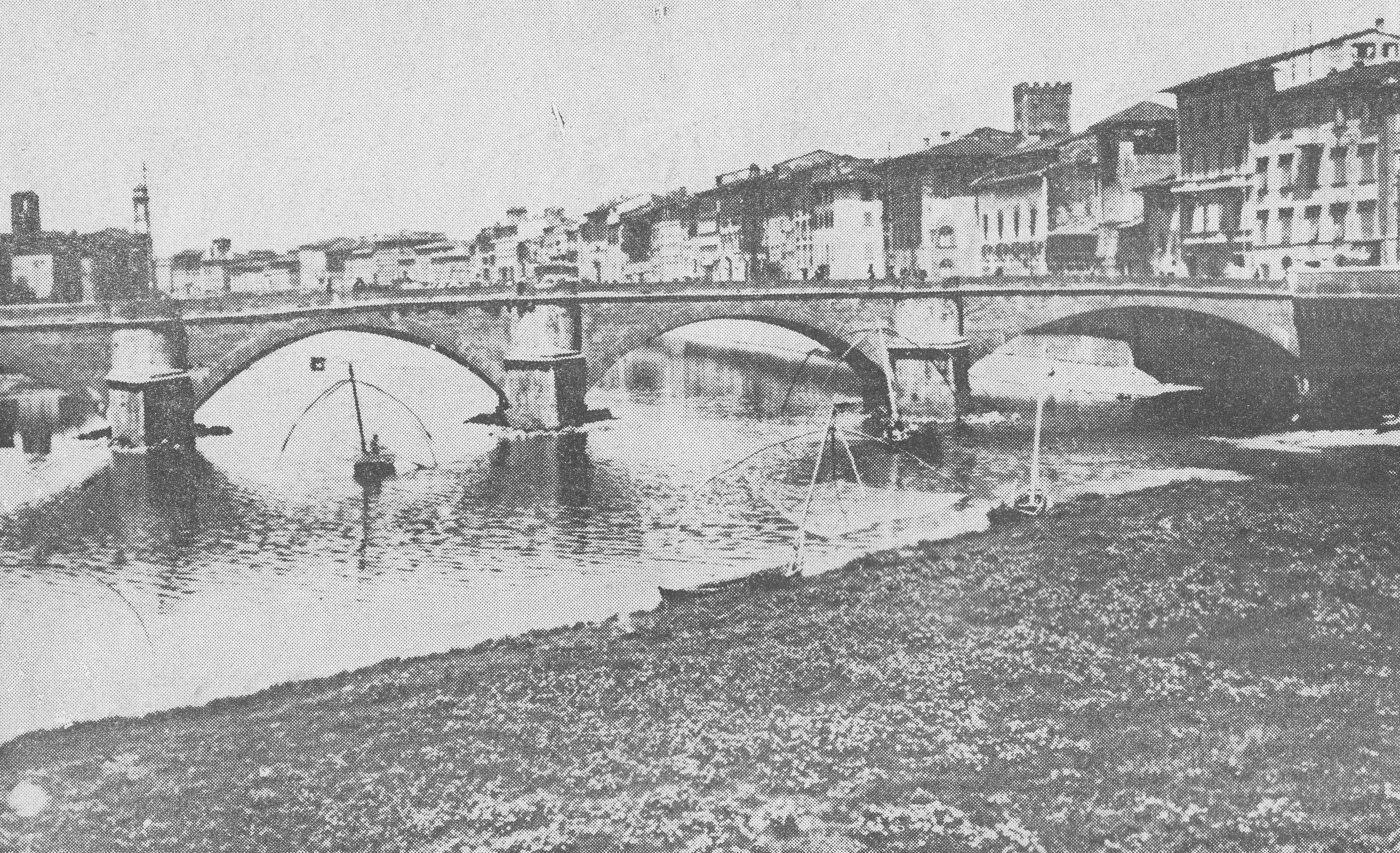
Il vecchio ponte in una foto del 1905

La forma del ponte, quattro archi di pietra, è tramandata dal Emanuele Repetti ("Comunità di Pisa"), tale fattura è confermata dalla più vecchia planimetria di Pisa, conservata alla Galleria degli Uffizi di Firenze, datata attorno al 1500-1510 e attribuita a Giuliano da Sangallo. Le grandi arcate potevano essere chiuse con catene o cateratte lignee.
Durante la dominazione fiorentina, con l'obiettivo di accrescere le difese militari, fu costruito, nei pressi del ponte, il complesso della Fortezza Nuova o Cittadella Nuova e conseguentemente fu impedito il transito del ponte alla cittadinanza fino al 1789.
Dopo la smilitarizzazione e alcuni restauri il ponte è raffigurato, nel 1777, dallo Scorzi ma con cinque luci. Gravemente danneggiato durante la piena del 1869, viene prontamente restaurato. Durante la Seconda guerra mondiale il ponte è minato dai tedeschi in ritirata: sarà l'ultimo ad essere ricostruito, fra il febbraio 1957 e il giugno 1959.

### La ricostruzione odierna
La realizzazione, datata 1957, è stata eseguita su commissione del Ministero dei lavori pubblici ed ha visto la direzione dei lavori del Genio civile di Pisa. Il progetto è dell'Arc. L.F. Donato e dell'Ing. R. Gizdulich, la realizzazione è della Ditta Ottavio Bianchini.

## Descrizione
Il Ponte della Fortezza è lungo 90 metri, ha un'altezza massima di 14,20 metri, ha tre campate con una luce massima di 38 metri ed è largo 14,20 metri. La struttura è in cemento armato. Le spalle e le pile sono rivestite in pietra da taglio.